# John Humphrey Noyes
Pour les articles homonymes, voir Noyes.
John Humphrey Noyes (3 septembre 1811 – 13 avril 1886) est un socialiste utopique américain. Il a fondé la communauté d'Oneida en 1848.

## Biographie
Noyes étudie la théologie à l'université Yale. Alors qu'il est en deuxième année, il essaye de déterminer la seconde venue du Christ. Il aboutit à la conclusion que celle-ci eut lieu en 70 après Jésus-Christ, et que depuis, l'humanité vit dans une nouvelle ère.
Il développe alors sa théorie autour du salut de l'homme et de la perfection humaine. Selon lui, le christianisme est un mensonge puisque les vrais Chrétiens ne sont que ceux qui sont Parfaits et totalement libérés de leurs péchés. Noyes proclame dès lors qu'il "n'a jamais péché" et développe son idée de Perfectionnisme, selon laquelle il est possible de se libérer du pêché au quotidien.
Sa théorie est centrée autour de l'idée que si l'homme a sa propre volonté, c'est parce que Dieu l'a voulu. Or, si cette volonté indépendante provient de Dieu, celle-ci est donc divine. Noyes considère par conséquent qu'il est impossible à l'Église d'obliger les hommes à obéir à la loi divine, et de les condamner à la damnation dans le cas contraire. Dès lors, leur nouvelle relation avec Dieu supprime leur obligation d'obéissance aux normes morales de la société. Noyes agit alors selon ses intuitions plutôt qu'en prenant en considération toutes les conséquences de ses actions. Le 20 février 1834, il se proclame lui-même Parfait et libéré de tout pêché. Cette déclaration fait scandale à l'université, qui le révoque et lui interdit de prêcher.
Après son expulsion de Yale, Noyes retourne à Putney dans le Vermont où, malgré sa révocation, il continue de prêcher. Il forme alors une première communauté en 1836 autour de la Putney Bible School, qui devient réellement une organisation communautaire en 1844, pratiquant le mariage complexe, la rétention de l'éjaculation (coitus reservatus) et la recherche de la Perfection.

### Oneida
En 1847, Noyes, qui est marié avec Harriet Holton depuis 1838, est arrêté pour adultère. Plusieurs de ses disciples sont également sous la menace d'une condamnation. Le groupe décide donc de quitter l'État du Vermont pour Oneida, dans l'État de New York, où Noyes connaît quelques Perfectionnistes. Ils s'installent là-bas et construisent leur premier logement communal en 1848.
La communauté d'Oneida a prospéré jusqu'en 1879. Elle a grossi peu à peu pour atteindre plus de 300 membres, avec également des implantations à Brooklyn, Wallingford dans le Connecticut, Newark dans le New Jersey, Cambridge et Putney dans le Vermont. La communauté possède plusieurs usines florissantes. Elle produit par exemple des pièges pour animaux, tisse de la soie et vend des conserves de fruits et légumes.

### Exil
En juin 1879, un loyal disciple de Noyes l'alerte qu'il risque d'être arrêté pour détournement de mineur. Au milieu de la nuit, il s'enfuit d'Oneida et trouve refuge en Ontario, au Canada, où la communauté possède une usine. En août, il écrit à la communauté lui indiquant qu'il serait préférable de vivre d'une manière plus traditionnelle. La communauté est formellement dissoute le 1er janvier 1881 et se transforme en société coopérative.
Noyes n'est jamais retourné aux États-Unis. Son influence sur ses disciples est néanmoins restée très importante. Quelques-uns d'entre eux ont même quitté Oneida pour venir s'installer avec lui près des chutes du Niagara.

### Mort
John Humphrey Noyes est mort à Niagara Falls en 1886. Il est enterré dans le cimetière de la communauté d'Oneida parmi nombre de ses disciples.

### Héritage
Un des enfants de Noyes, Pierrepont, continue à gérer, durant les premières décennies du XXe siècle, les entreprises de la communauté, qu'il concentre dans l'argenterie. L'entreprise devient alors connue sous le nom d'Oneida Limited et devient le premier producteur mondial de couverts en argent.
Le second bâtiment de la communauté, The Mansion House, est utilisé aujourd'hui comme salle de réception.